# Heterophasia
Heterophasia és un gènere d'aus paseriformes de la família dels leiotríquids.

## Taxonomia
Segons el Congrés Ornitològic Internacional, versió 15.1, 2025 aquest gènere està format per 7 espècies:
- Síbia cuallarga (Heterophasia picaoides Hodgson, 1839)
- Síbia d'orelles blanques (Heterophasia auricularis Swinhoe, 1864)
- Síbia canyella (Heterophasia capistrata Vigors, 1831)
- Síbia superba (Heterophasia pulchella Godwin-Austen, 1874)
- Síbia grisa (Heterophasia gracilis Horsfield, 1840)
- Síbia dorsinegra (Heterophasia melanoleuca Blyth, 1859)
- Síbia capnegra (Heterophasia desgodinsi Oustalet, 1877)